# آشپزی اوگاندایی
آشپزی اوگاندایی متشکل از سبک‌ها، شیوه‌ها و غذاهای سنتی و مدرن در اوگاندا است، که تحت تأثیر سبک‌های انگلیسی، عربی و آسیایی (به ویژه هندی) است.
بسیاری از غذاها شامل سبزیجات مختلف، سیب زمینی، سیب زمینی هندی، موز و سایر میوه‌های استوایی هستند.
مرغ، گوشت خوک و ماهی (معمولاً تازه، اما انواع خشک آن نیز برای پخت غذا مصرف می‌گردد)، گوشت غالب مصرفی گوشت گاو و بز است، اگرچه در میان مناطق روستایی فقیرنشین، گوشت کمتر از سایر مناطق مصرف می‌شود و گوشت مصرفی بیشتر از نوع گوشت شکار است. نیاما کلمه زبان لوگاندا برای «گوشت» است.

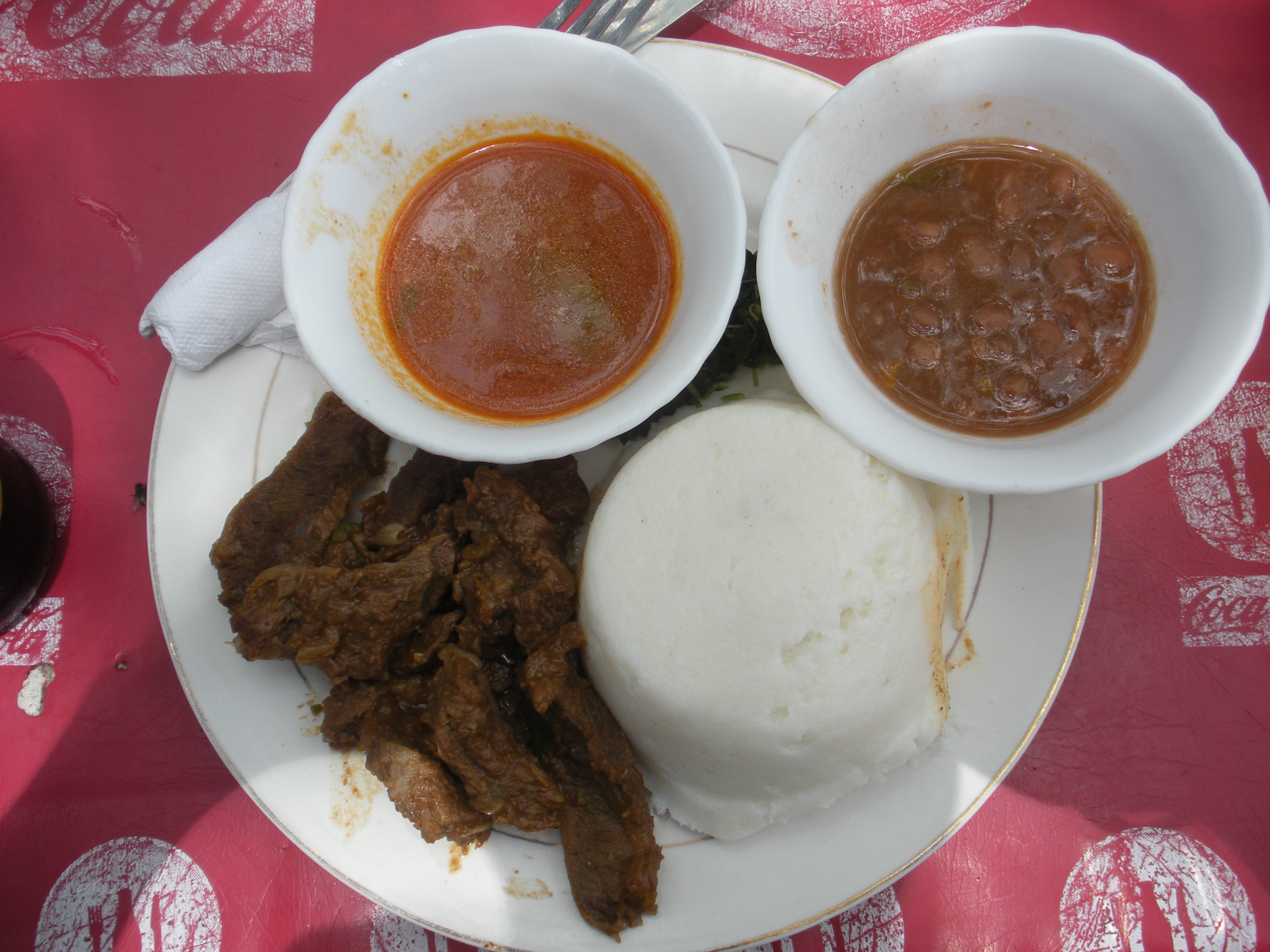
پوشو یا اوگالی شامل آرد ذرت است که با آب پخته شده و به قوام فرنی یا خمیری شکل می‌رسد. در تصویر پایین و سمت راست بشقاب، به همراه گوشت گاو و سس سرو می‌شود.